# Saint-Hymetière-sur-Valouse
Saint-Hymetière-sur-Valouse ist eine französische Gemeinde mit 415 Einwohnern (Stand: 1. Januar 2022) im Département Jura in der Region Bourgogne-Franche-Comté. Sie gehört zum Arrondissement Lons-le-Saunier und zum Kanton Moirans-en-Montagne und ist Teil des Kommunalverbands Terre d’Émeraude Communauté.
Saint-Hymetière-sur-Valouse entstand am 1. Januar 2019 durch Zusammenschluss der Gemeinden Chemilla, Cézia, Lavans-sur-Valouse und Saint-Hymetière. Den ehemaligen Gemeinden wurde der Status einer Commune déléguée nicht zuerkannt. Der Hauptort der Gemeinde ist Chemilla.

## Gliederung
| Ortsteil                     | ehemaliger INSEE-Code | Fläche (km²) | Höhenlage (m) | Einwohnerzahl (2016) | Dichte (Einw. je km²) |
| ---------------------------- | --------------------- | ------------ | ------------- | -------------------- | --------------------- |
| Cézia                        | 39089                 | 3,60         | 458–802       | 069                  | 19,2                  |
| Chemilla (Verwaltungssitz)00 | 39137                 | 1,87         | 322–521       | 114                  | 61,0                  |
| Lavans-sur-Valouse           | 39287                 | 9,51         | 320–799       | 146                  | 15,4                  |
| Saint-Hymetière              | 39483                 | 3,32         | 325–464       | 105                  | 31,6                  |

## Geographie
Die D109 durchzieht den Ort in nord-südlicher Richtung. Saint-Hymetière-sur-Valouse liegt etwa 15 Kilometer südwestlich des Kantonssitzes Moirans-en-Montagne und hat folgende acht Gemeinden als Nachbarn:
|                      | Arinthod                |         |
| Vosbles-Valfin Genod | Kompass                 | Vescles |
| Cornod               | Cornod Thoirette-Coisia |         |

## Bevölkerungsentwicklung
| Gemeinde                      | Einwohnerzahlen (Census) |      |      |      |      |      |      |      |      |      |      |
| Gemeinde                      | 1962                     | 1968 | 1975 | 1982 | 1990 | 1999 | 2006 | 2008 | 2011 | 2013 | 2016 |
| ----------------------------- | ------------------------ | ---- | ---- | ---- | ---- | ---- | ---- | ---- | ---- | ---- | ---- |
| Cézia                         | 57                       | 48   | 37   | 39   | 46   | 63   | 67   | 70   | 67   | 65   | 69   |
| Chemilla                      | 65                       | 48   | 35   | 36   | 60   | 73   | 92   | 97   | 101  | 112  | 114  |
| Lavans-sur-Valouse            | 132                      | 112  | 85   | 89   | 113  | 148  | 139  | 138  | 139  | 141  | 146  |
| Saint-Hymetière               | 66                       | 55   | 48   | 46   | 62   | 68   | 73   | 74   | 85   | 104  | 105  |
| Saint-Hymetière-sur-Valouse00 | 320                      | 263  | 205  | 210  | 281  | 352  | 371  | 379  | 392  | 422  | 434  |
| Quelle: Cassini und INSEE     |                          |      |      |      |      |      |      |      |      |      |      |

Die (Gesamt-)Einwohnerzahlen der Gemeinde Saint-Hymetière-sur-Valouse wurden durch Addition der bis Ende 2018 selbständigen Gemeinden ermittelt.

## Sehenswürdigkeiten
- Kapelle St. Léger in Cézia
- Die romanische Kirche St-Hymetière in Saint-Hymetière wurde am 22. Oktober 2013 zu einem Monument historique erklärt.

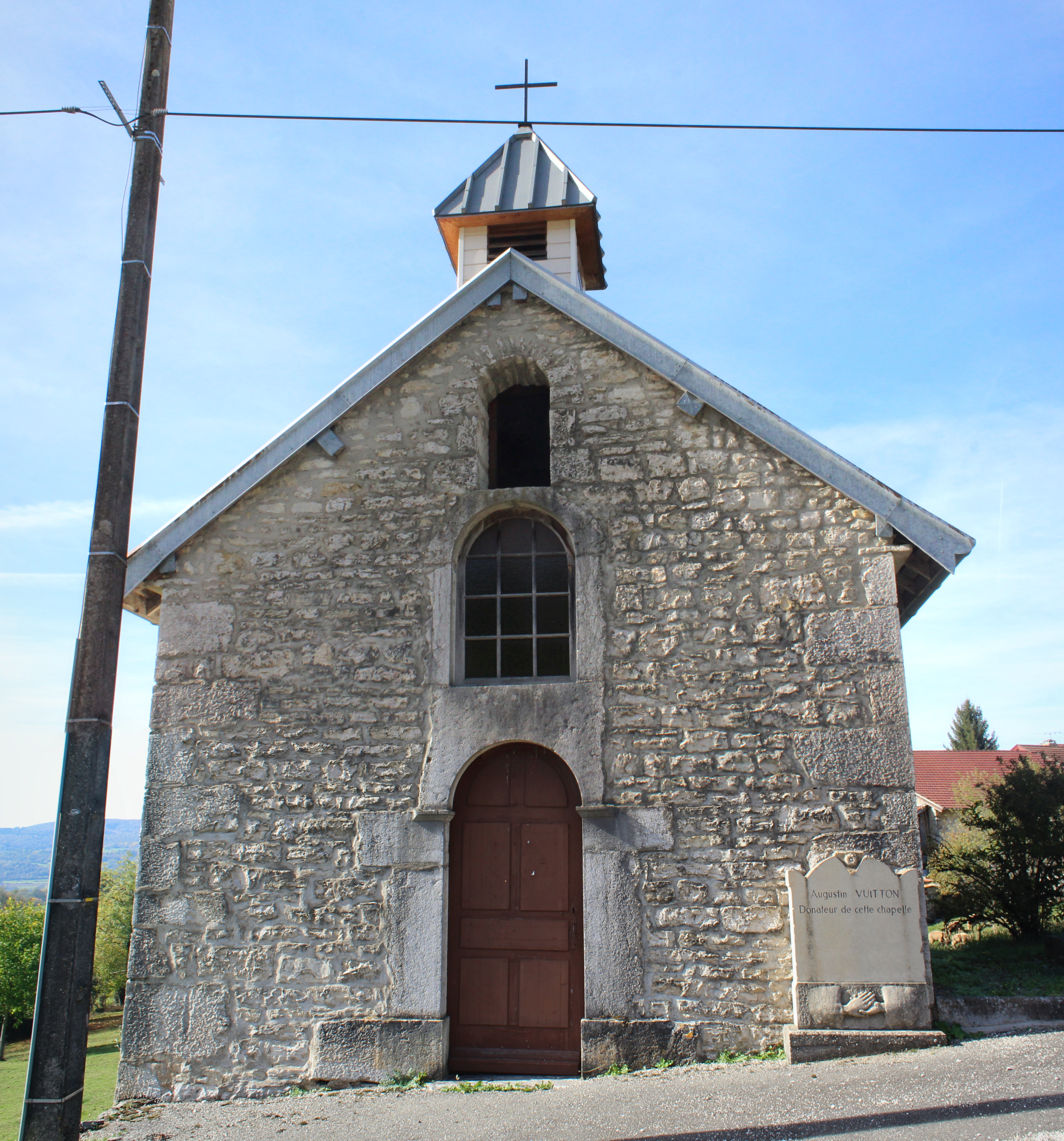
Kapelle St. Léger in Cézia
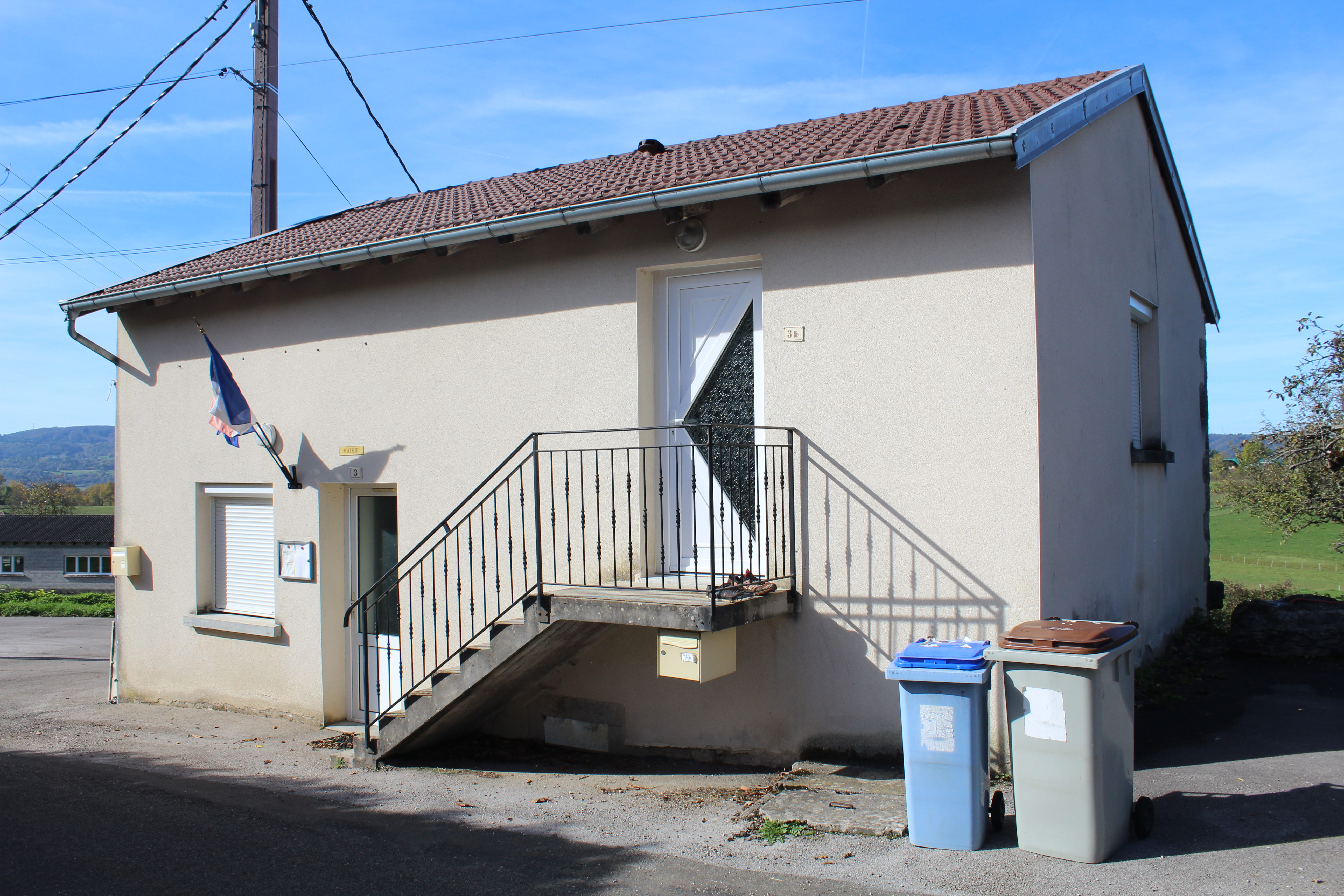
Mairie in Cézia
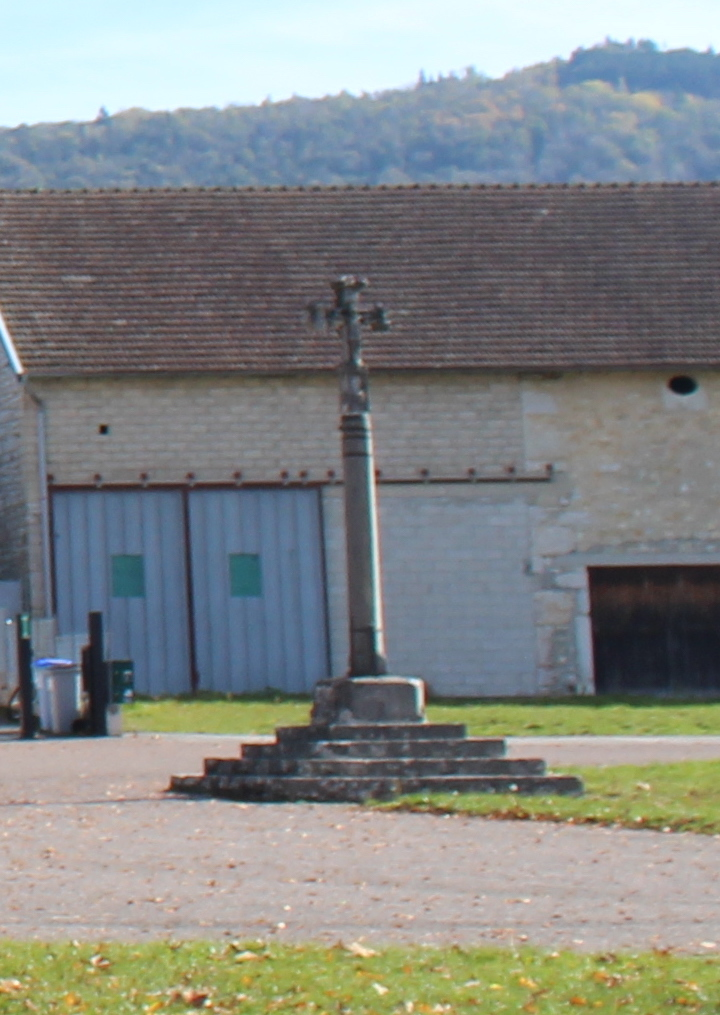
Kreuz in Chemilla
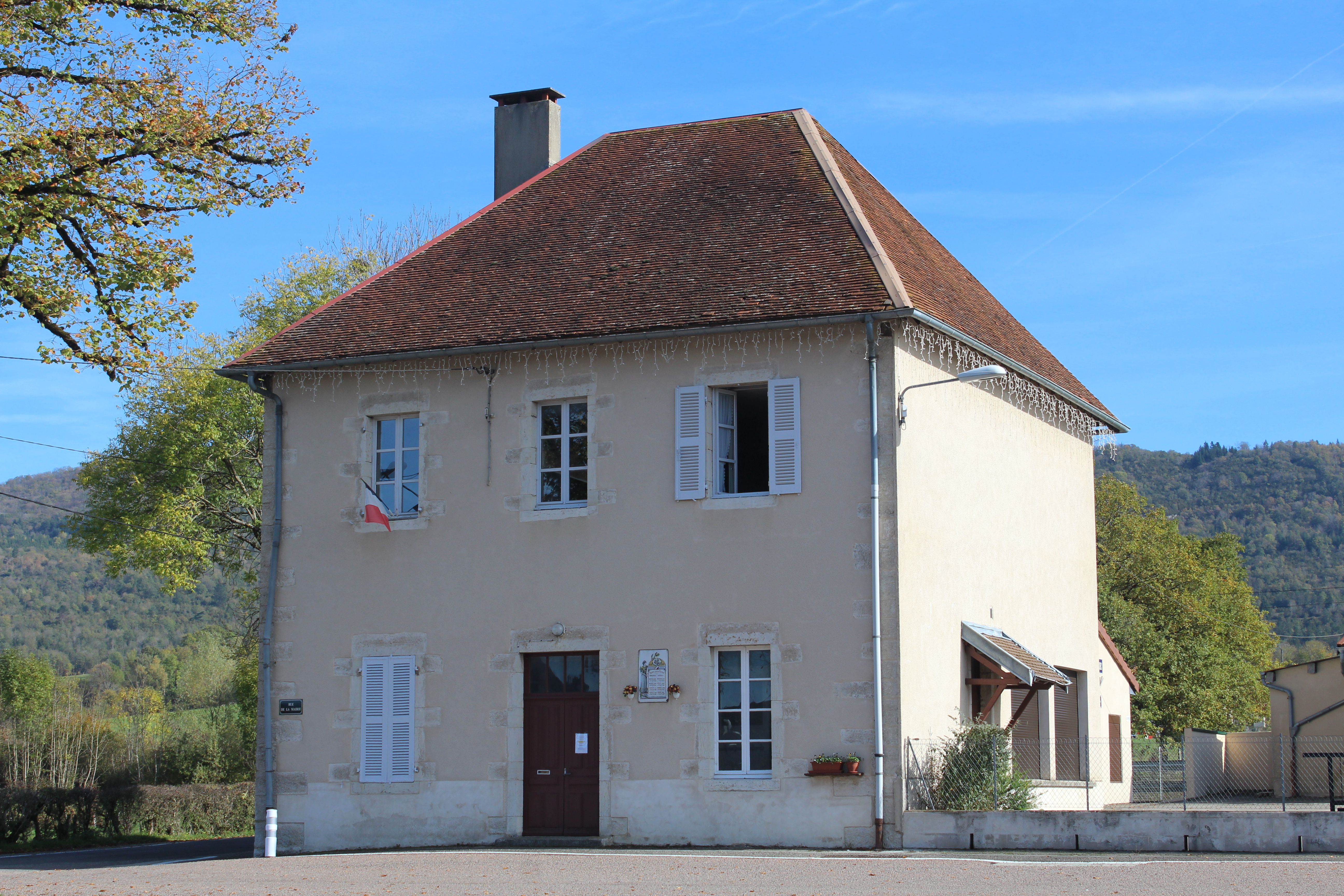
Mairie in Chemilla
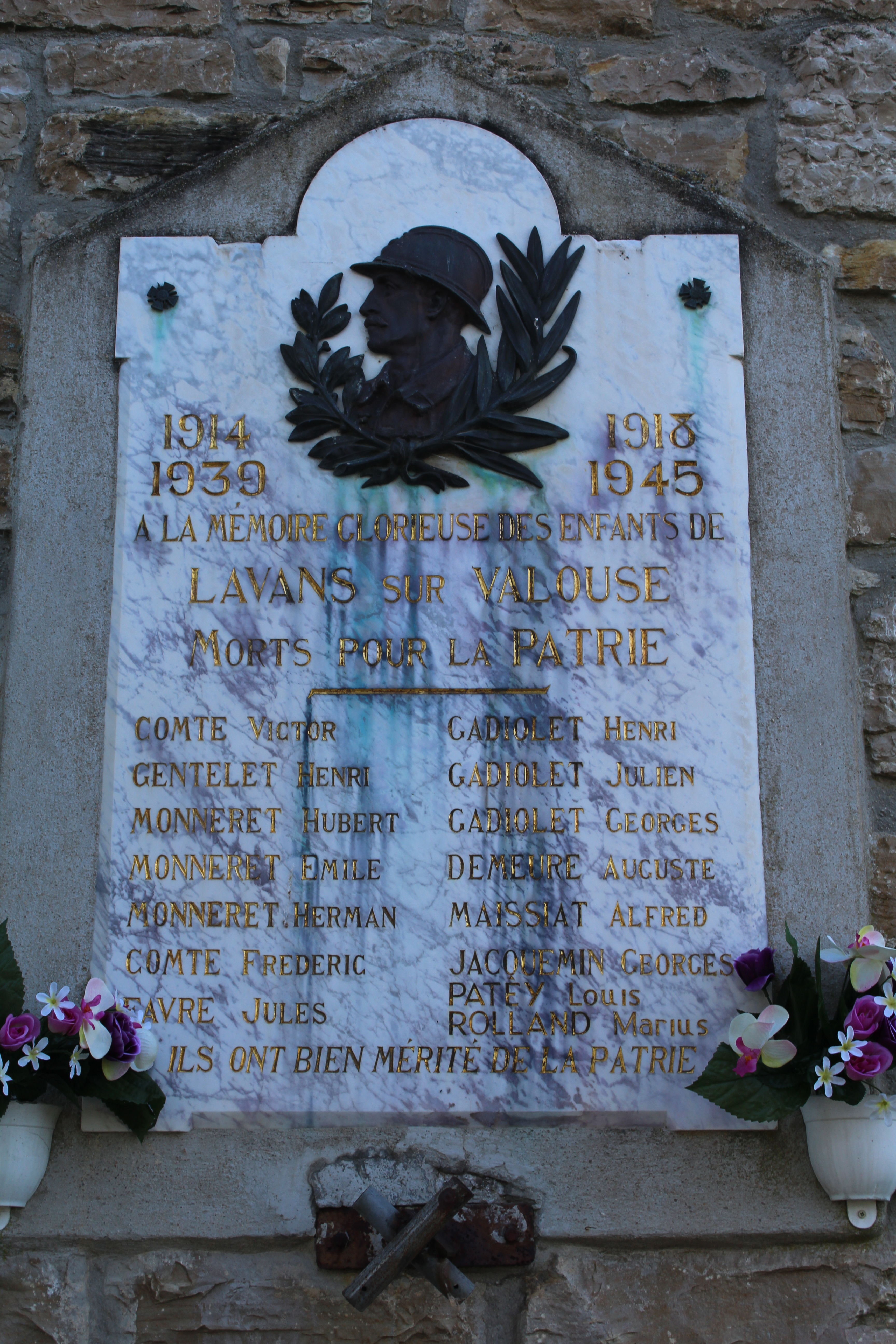
Kriegerdenkmal in Lavans-sur-Valouse
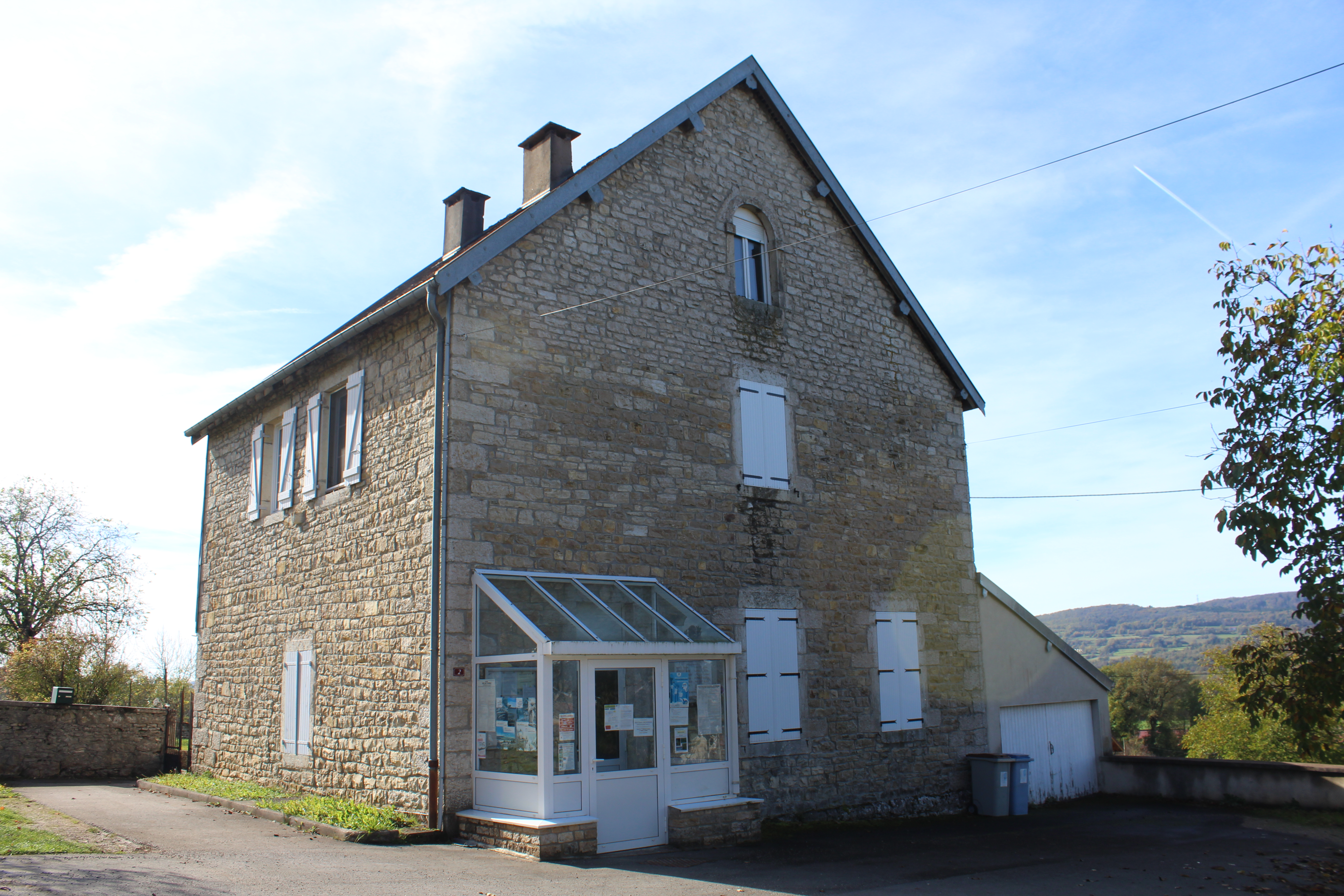
Mairie in Lavans-sur-Valouse
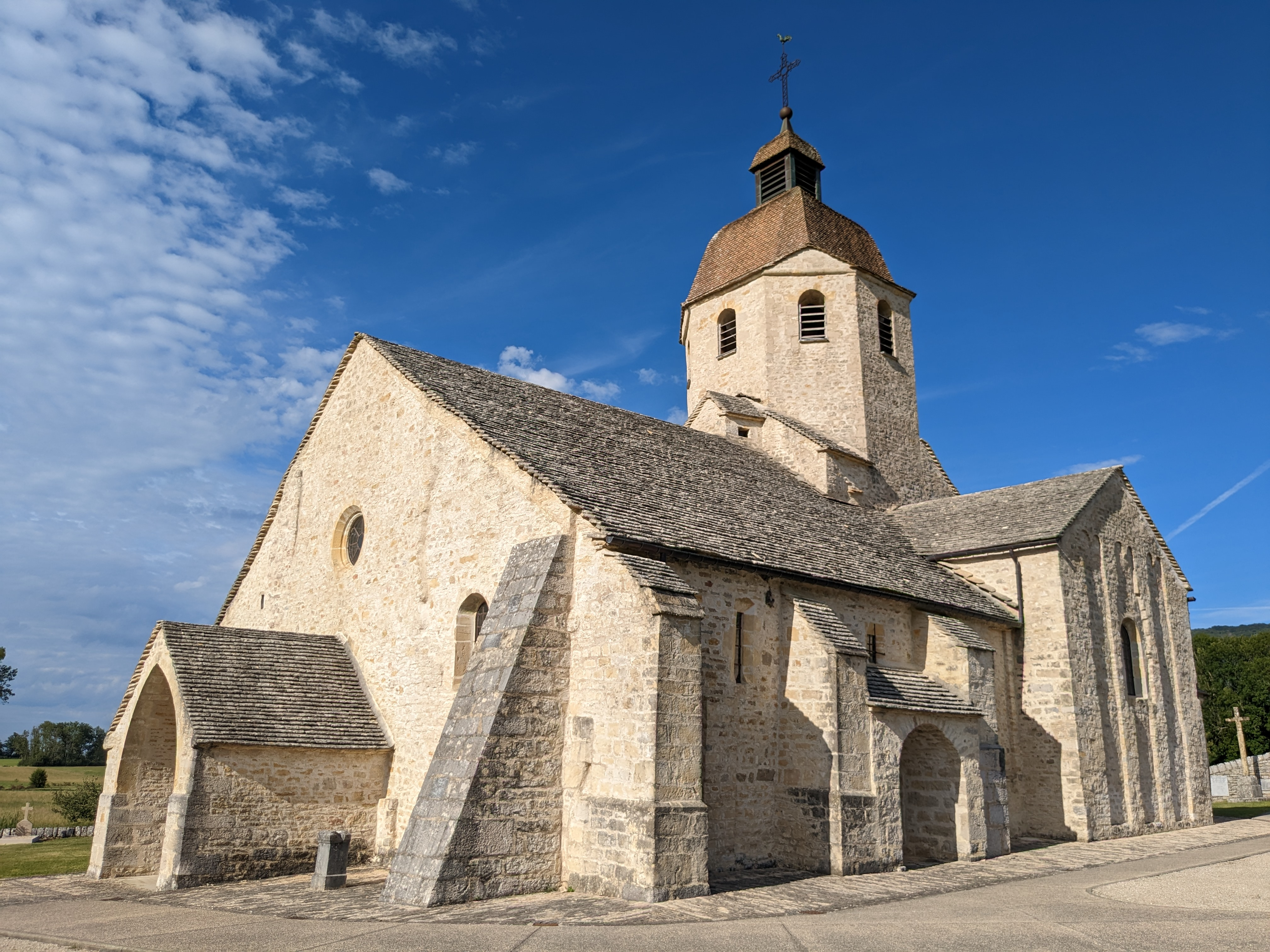
Blick auf Le Périer
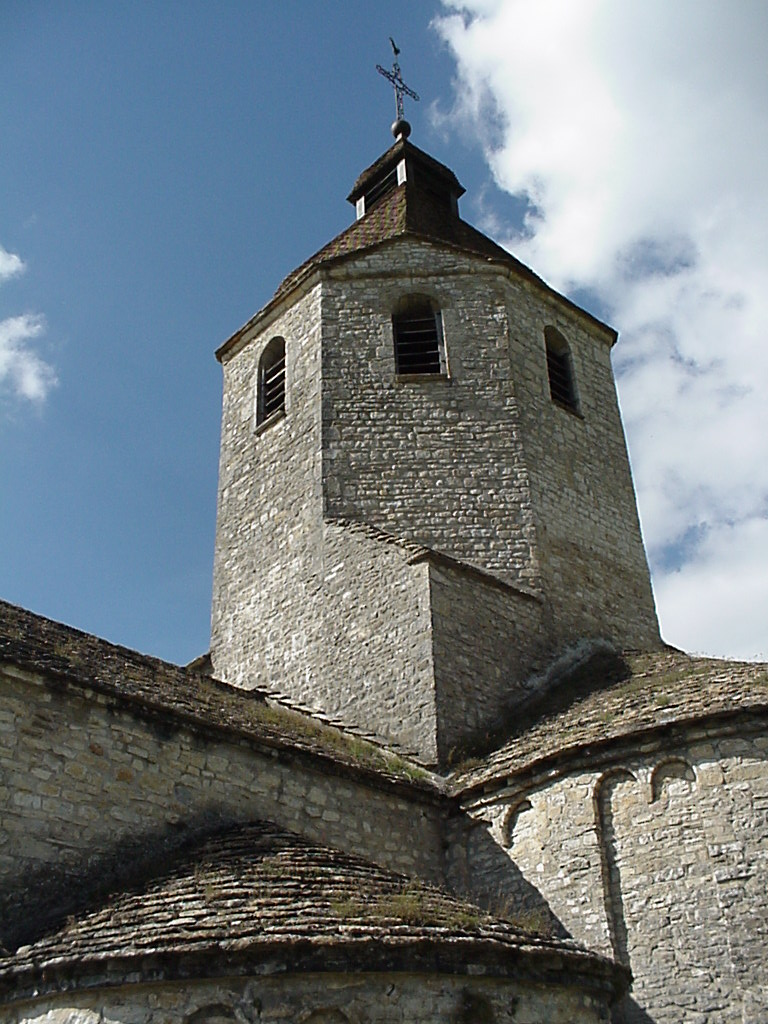
Kirchturm